# Pekalongan
Pekalongan là một thành phố thuộc tỉnh Trung Java. Thành phố Pekalongan  có diện tích 17,55  km², dân số năm 2003 là 272.000 người. Thành phố này là thủ phủ của huyện Pekalongan. Đây là cảng quan trọng nhất của Trung Java.